# Ginsheim-Gustavsburg
Ginsheim-Gustavsburg è una città tedesca di 16 960 abitanti, situato nel land dell'Assia.